# Fantasia 2000
Fantasia 2000 è un film d'animazione del 2000 diretto da registi vari e prodotto da Walt Disney Company.
Considerato il 38º Classico Disney secondo il canone ufficiale, fu ideato e realizzato in occasione del sessantesimo anno di uscita di Fantasia del 1940, oltre che per celebrare l'inizio del 2000. Come il film precedente, pone la musica al centro dello spettacolo e la trasforma in immagini. Si tratta inoltre del primo film della cosiddetta fase sperimentale dell'animazione disneyana (durata dal 1999 al 2008).

## Trama
Come il film originale del 1940, Fantasia 2000 è composto da 8 segmenti musicati che vengono stavolta introdotti da vari personaggi famosi in TV quali Steve Martin, Bette Midler, Penn & Teller, Itzhak Perlman, James Earl Jones, Quincy Jones, Angela Lansbury, che hanno collaborato con la Disney come attori, cantanti e doppiatori.

### Quinta sinfoniadi Ludwig van Beethoven
Questa sequenza mostra variopinte figure astratte, simili ad allegre farfalle e foschi pipistrelli, esplorare un mondo fatto di luci, ombre e colori. I pipistrelli, dopo poco tempo, se ne impossessano, ma le farfalle, con l'aiuto della luce, riescono a scacciarli.

### I pini di Romadi Ottorino Respighi
Questa sequenza mostra, inizialmente, una famiglia di affettuose megattere volanti, che giocano nel gelido oceano. Ad un certo punto, il cucciolo rimane intrappolato in un iceberg ma, con l'aiuto della madre, riesce a trovare la via d'uscita. La famiglia si riunisce e, insieme al numeroso branco, vola fino tra le nuvole.

### Rapsodia in bludi George Gershwin
Questa sequenza mostra il frenetico o miserabile tran tran di quattro persone, un ragazzo appassionato di jazz, un apatico e squattrinato disoccupato alla disperata ricerca di un impiego, una vivace ma sola ragazzina dai riccioli neri sballottata tra mille corsi dalla tata ma che vorrebbe stare più tempo coi suoi indaffarati genitori (basata su Eloise, personaggio dei libri di Kay Thompson) e un fantasioso uomo dai capelli rossi (basato su John Culhane, autore dei making off di Fantasia e Fantasia 2000), marito di un'altezzosa, ricca e altrettanto acida signorotta amante dei cani dalla quale vorrebbe scappare, in una New York forsennata e affollata, all'epoca della Grande Depressione, con disegni dallo stile dei famosi cartoni animati di Al Hirschfeld. Vi è, inoltre, un delizioso cameo dello stesso Gershwin, che interpreta un eccellente pianista. Alla fine della sequenza i personaggi principali riescono ad ottenere ciò che desideravano.

### Concerto per pianoforte n. 2 in Fa maggioredi Dmitrij Šostakovič: I tempo - Allegro
Questa sequenza mostra una versione con un finale alternativo della fiaba Il soldatino di stagno di Andersen.

### Il carnevale degli animalidi Camille Saint-Saëns
Questa sequenza mostra un capannello di aggraziati fenicotteri rosa che cerca, invano, di far danzare con loro un membro del gruppo, che invece si diverte a far piroettare uno yo-yo, con riscontri decisamente comici.

### L'apprendista stregonedi Paul Dukas
Questa sequenza mostra la sequenza originale del primo Fantasia. Alla fine Topolino, dopo aver salutato il maestro Leopold Stokowski (termine della sequenza originale), corre a salutare l'attuale direttore James Levine.

### Pomp and Circumstancedi sir Edward Elgar
Questa sequenza mostra l'evento biblico dell'Arca di Noè. Paperino, aiutante di Noè, incaricato di controllare che tutti gli animali si imbarchino, è convinto di aver lasciato a terra proprio la sua amata Paperina, la quale era salita poco prima e, vedendolo scendere per cercarla, pensa a sua volta, sbagliando, che sia stato travolto dalle acque e quindi morto affogato. Sull'arca non riescono a incontrarsi, finché questa non si ferma in cima al monte Ararat. Durante la discesa degli animali, Paperina scopre di aver perduto l'unico ricordo di Paperino, un ciondolo con un loro ritratto, trovato da Paperino mentre spazza il pavimento dell'Arca e raggiunto nell'esatto momento in cui lo trova in mezzo alla polvere da Paperina. Entrambi si riabbracciano e baciano commossi e poi contemplano l'arcobaleno in cielo.

### L'uccello di fuocodi Igor' Fëdorovič Stravinskij
Alla fine dell'inverno, un maestoso cervo si reca ad una fonte sacra per risvegliare lo Spirito della Primavera, dalle sembianze di una giovane donna con la pelle color smeraldo e con i capelli intrecciati di foglie e di fiori. Ella, accompagnata dal cervo, incomincia a far rifiorire la sua foresta, fino ad un certo punto quando nota che una montagna non rifiorisce. La dea investiga su cosa tiene la terra sterile e, con orrore, scopre che il monte è in realtà un vulcano addormentato e ne sveglia accidentalmente uno spirito malvagio che lo abita: l'Uccello di Fuoco, che preso da una fame distruttiva, devasta la foresta sacra spargendo lava e fiamme ovunque, arrivando ad ingoiare la Primavera stessa. Dopo l'eruzione, il Cervo cammina per la landa desolata e riesce a trovare la sua amica, che sta andando lentalmente sfaldandosi divorata dal senso di colpa per aver causato una tale catastrofe mentre piange addolorata. Ma, appena le sue lacrime toccano terra, essa germoglia nuovamente, infondendo speranza alla dea che si muta in una gigantesca nube carica di pioggia. In questo modo, la foresta si risana esplodendo di vita con alberi interi che spaccano il terreno e prati verdi che ricoprono il Vulcano dell'Uccello di Fuoco, reso fertile dalla sua stessa lava. Primavera sorride trionfante e gioiosa spargendosi di polvere dorata e verde e andando in tutto il mondo a far terminare l'inverno mentre il Cervo la osserva fiero da una collina.

## Produzione

### Pre-produzione
Nel 1940 Walt Disney fece uscire in tutti i cinema Fantasia, il terzo classico d'animazione Disney. Il film era composto da 8 segmenti animati accompagnati da brani di musica classica eseguiti dall'Orchestra di Filadelfia sotto la direzione di Leopold Stokowski. Walt aveva in mente di far uscire il film ogni anno sostituendo un po' alla volta i vecchi segmenti con alcuni nuovi, così da permettere al pubblico di vedere un film sempre diverso. Tuttavia, alla sua uscita il film fu un fiasco al botteghino e ottenne recensioni contrastanti, deludendo le aspettative di Walter. Dopo alcuni lavori sui nuovi segmenti, l'idea venne accantonata nel '42 e non fu mai più ripresa in considerazione da Disney per tutto il resto della sua vita. Nel 1980 Wolfgang Reitherman e Mel Shaw iniziarono a lavorare su Musicana, un film che mescolava "jazz, musica classica, miti, arte moderna...seguendo il vecchio format di Fantasia che presentava racconti etnici da tutto il mondo con la musica da vari paesi". Il progetto venne però cancellato in favore di Canto di Natale di Topolino.
L'idea di un sequel di Fantasia è stata ripresa poco dopo che Michael Eisner è diventato amministratore delegato della Walt Disney Company nel 1984, quando il nipote di Walt, il vicepresidente Roy E. Disney, glielo ha suggerito. L'idea era già nei progetti della Disney dieci anni prima, e ha ricordato la reazione di Eisner: "Era come se una grande lampadina si accendesse sopra la sua testa. L'idea era allettante, ma non avevamo le risorse per realizzarlo”.

## Colonna sonora
Nel film presta servizio la Chicago Symphony Orchestra, diretta dallo statunitense James Levine, che esegue i seguenti brani musicali:
- preludio alla Sinfonia n. 5 di Ludwig van Beethoven - musica assoluta di apertura al film
- I pini di Roma di Ottorino Respighi
- Rapsodia in blu di George Gershwin[1]
- Primo movimento del Concerto n. 2 per pianoforte e orchestra di Dmitrij Šostakovič[2]
- Finale da Il carnevale degli animali di Camille Saint-Saëns[3]
- L'apprendista stregone di Paul Dukas[4]
- Pomp and Circumstance di Sir Edward Elgar[5]
- L'uccello di fuoco di Igor' Fëdorovič Stravinskij.

## Distribuzione
Il film uscì in anteprima il 17 dicembre 1999 alla Carnegie Hall a New York come parte di un tour di cinque concerti live, seguito da quattro mesi di impegno nel cinema IMAX, e un'ampia distribuzione nei cinema regolari nel 2000.

### Edizione italiana
Il doppiaggio italiano del film è stato effettuato presso la Royfilm e curato da Francesco Vairano.

### Edizione home video

#### VHS
La videocassetta del film uscì nel dicembre 2000.

#### DVD
Anche il DVD del film uscì nel dicembre 2000, in un'edizione molto semplice. Oltre al film presentava anche il cortometraggio animato Ta ta ti ti zin zin bum e un documentario sulla realizzazione del film.

#### BLU-RAY
Il 24 novembre 2010 è stato ripubblicato in Italia su DVD e Blu-ray per ricordare Roy E. Disney, scomparso l'anno scorso, sia singolarmente sia in un cofanetto assieme a Fantasia del 1940. Nei contenuti extra del Blu-ray è presente il cortometraggio Destino, nato dal progetto di collaborazione tra Walt Disney e Salvador Dalí e realizzato solo nel 2003.

## Riconoscimenti
- 2000 - Annie Awards
  - Migliore animazione di un personaggio animato
  - Migliori effetti animati
  - Miglior progetto di produzione di un lungometraggio animato
- 2001 - PGA Golden Laurel Awards